# Мурашов, Александр Александрович
Александр Александрович Мурашов (19 ноября 1928 — 12 октября 1957) — советский футболист, полузащитник.

## Биография
Футбольную карьеру начал во время службы в армии в московском клубе ВМС в 1950 году с которым вышел в класс «А».
В классе «А», в 1951 году, за команду провёл всего 5 матчей против команд: «Зенит» Ленинград (0:0), ЦДСА (0:4), «Динамо» Тбилиси (0:0), «Шахтёр» Сталино (0:1) и «Спартак» Москва (3:5). По итогам сезона команда покинула класс «А» и была переведена в Ленинград, где в 1952 году Мурашов провёл свой лучший сезон. В 1953 году после 4 матчей команду расформировали, и Мурашов вернулся в Москву, где три года выступал за команду «Зенит» (она же команда Калининграда Московской области в 1955 году).
В 1956 году принял приглашение выступать за созданную команду «Пахтакор». Участвовал в первой официальной встрече в турнире класса «Б» чемпионата СССР 8 апреля 1956 года против команды города Молотова (1:0).
В составе сборной Узбекской ССР участвовал в первой Спартакиаде народов СССР сыграв 4 матча.
5 ноября 1956 года в составе «Пахтакора» принял участие в товарищеском матче против сборной СССР (1:11), которая проводила последние тренировки перед Олимпиадой.

## Достижения
Командные
- Победитель класса «Б»: 1950

Личные
- лучший бомбардир команды ВМС в сезоне 1952 года — 9 мячей

## Клубная статистика
| Выступление         | Выступление      | Выступление      | Лига | Лига | Кубок | Кубок | Итого | Итого |
| Клуб                | Лига             | Сезон            | Игры | Голы | Игры  | Голы  | Игры  | Голы  |
| ------------------- | ---------------- | ---------------- | ---- | ---- | ----- | ----- | ----- | ----- |
| ВМС                 | класс «Б»        | 1950             | 11   | 2    | —     | —     | 11    | 2     |
| ВМС                 | класс «А»        | 1951             | 5    | 0    | —     | —     | 5     | 0     |
| ВМС                 | класс «Б»        | 1952             | 21   | 6    | 3     | 3     | 24    | 9     |
| ВМС                 | класс «Б»        | 1953             | 4    | 0    | —     | —     | 4     | 0     |
| ВМС                 | Итого            | Итого            | 41   | 8    | 3     | 3     | 44    | 11    |
| Зенит (Калининград) | класс «Б»        | 1953             | 10   | 0    | —     | —     | 10    | 0     |
| Зенит (Калининград) | класс «Б»        | 1954             | 18   | 6    | 1     | 0     | 19    | 6     |
| Зенит (Калининград) | класс «Б»        | 1955             | 27   | 2    | 3     | 0     | 30    | 2     |
| Зенит (Калининград) | Итого            | Итого            | 55   | 8    | 4     | 0     | 59    | 8     |
| Пахтакор            | класс «Б»        | 1956             | 29   | 5    | —     | —     | 29    | 5     |
| Пахтакор            | класс «Б»        | 1957             | 7    | 1    | 1     | 0     | 8     | 1     |
| Пахтакор            | Итого            | Итого            | 36   | 6    | 1     | 0     | 37    | 6     |
| Всего за карьеру    | Всего за карьеру | Всего за карьеру | 132  | 22   | 8     | 3     | 140   | 25    |

## Выступления за сборную Узбекской ССР
| № | Дата            | Соперник        | Матч          | Счёт | Сыграно минут | Забито мячей |
| - | --------------- | --------------- | ------------- | ---- | ------------- | ------------ |
| 1 | 4 августа 1956  | РСФСР           | I Спартакиада | 1:3  | 90'           | 29′          |
| 2 | 7 августа 1956  | Туркменская ССР | I Спартакиада | 3:0  | 90'           |              |
| 3 | 9 августа 1956  | Молдавская ССР  | I Спартакиада | 3:4  | 90'           |              |
| 4 | 14 августа 1956 | Эстонская ССР   | I Спартакиада | 2:0  | 90'           |              |